# 拉尔穆尼亚德多尼亚戈迪纳
拉尔穆尼亚德多尼亚戈迪纳，是西班牙阿拉贡自治区萨拉戈萨省的一个市镇。 总面积57平方公里，总人口5715人（2001年），人口密度100人/平方公里。